# Scolecomorphidae
Scolecomorphidae là một họ động vật lưỡng cư trong bộ Gymnophiona. Họ này có 6 loài.

## Phân loại học
Họ Scolecomorphidae gồm các chi sau:
- Crotaphatrema Nussbaum, 1985
- Scolecomorphus Boulenger, 1883